# Regionale treinen in Provence-Alpes-Côte d'Azur
De regionale treinen van Provence-Alpes-Côte d'Azur, in het Frans aangeduid als Trains Zou !, zijn de treindiensten van het openbaarvervoernetwerk Zou van de Franse regio Provence-Alpes-Côte d'Azur (of regio Sud). Deze treindiensten worden door twee verschillende treinvervoerders gereden, in concessies uitgegeven door het regiobestuur. Historisch vormt de TER Zou !, voorheen gekend als TER Provence-Alpes-Côte d'Azur, het grootste deel, en dat wordt door treinvervoerder SNCF, onder haar merknaam TER gereden. Daarnaast rijdt vervoerder Transdev sinds 29 juni 2025 de treinen van de concessie Marseille - Nice.
Een derde spoorvervoerder is de regio zelf, die met haar dochterbedrijf Régie régionale des transports de Provence-Alpes-Côte d'Azur (RT PACA) de treinen op de meterspoorlijn Nice - Digne-les-Bains (Chemins de fer de Provence) rijdt.

## Geschiedenis
Sinds september 2018 is het netwerk van TER Provence-Alpes-Côte d'Azur geïntegreerd in het netwerk Zou !, dat alle openbaar vervoer (trein, touringcar, bus...) omvat dat aangeboden wordt door de regio.

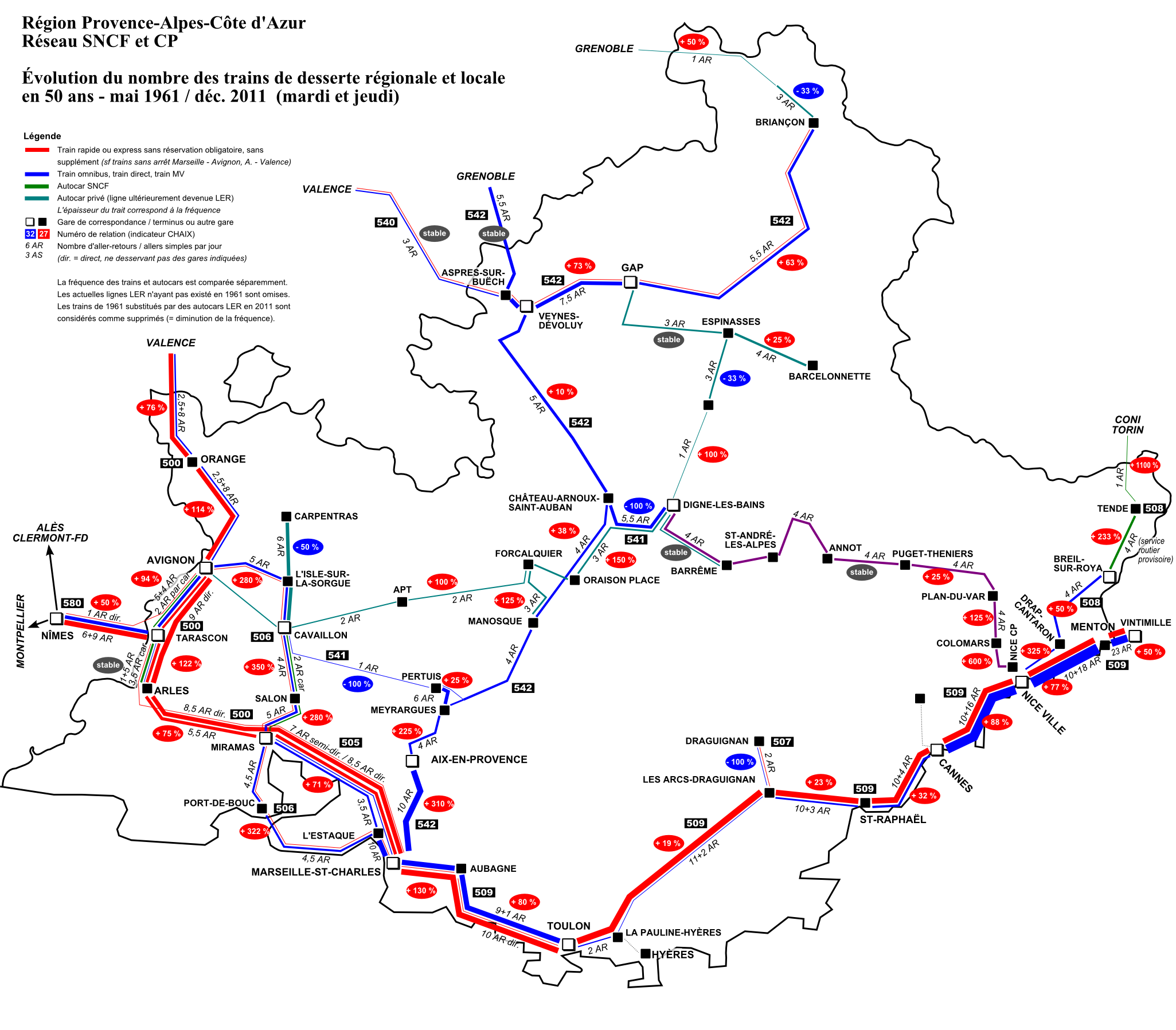
Aantal treinen per lijn in de zomer van 1961 en veranderingen in % ten opzichte van de dienstregeling 2012.

Kaart van de spoorweginfrastructuur in Provence-Alpes-Côte d'Azur (2020)

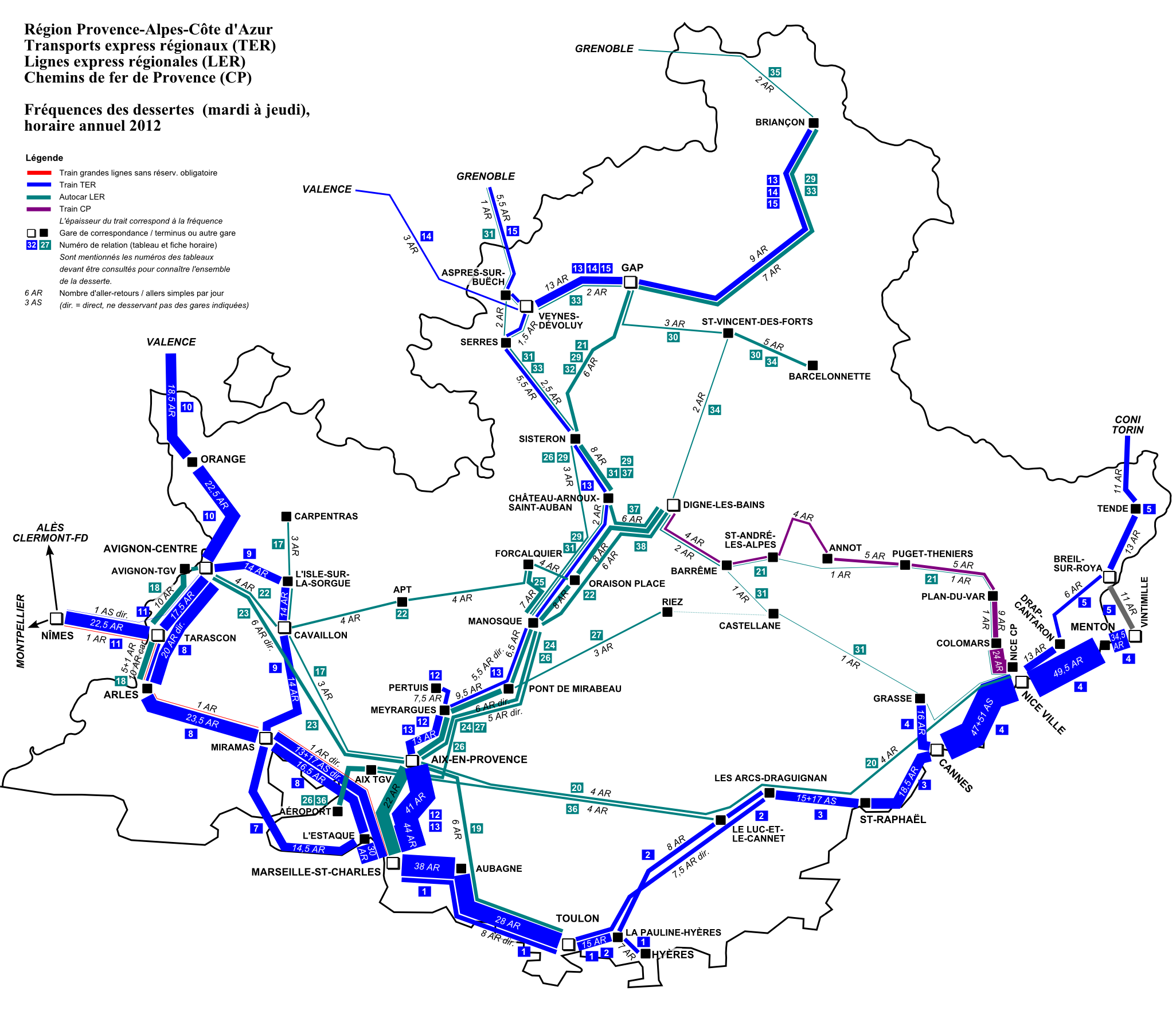
Dienstregeling op typische weekdagen (dinsdag tot en met donderdag), jaardienstregeling 2012.

miniatuur| Logo gebruikt van 2014 tot de invoering van het merk Zou ! .

## Rollend materieel

### SNCF

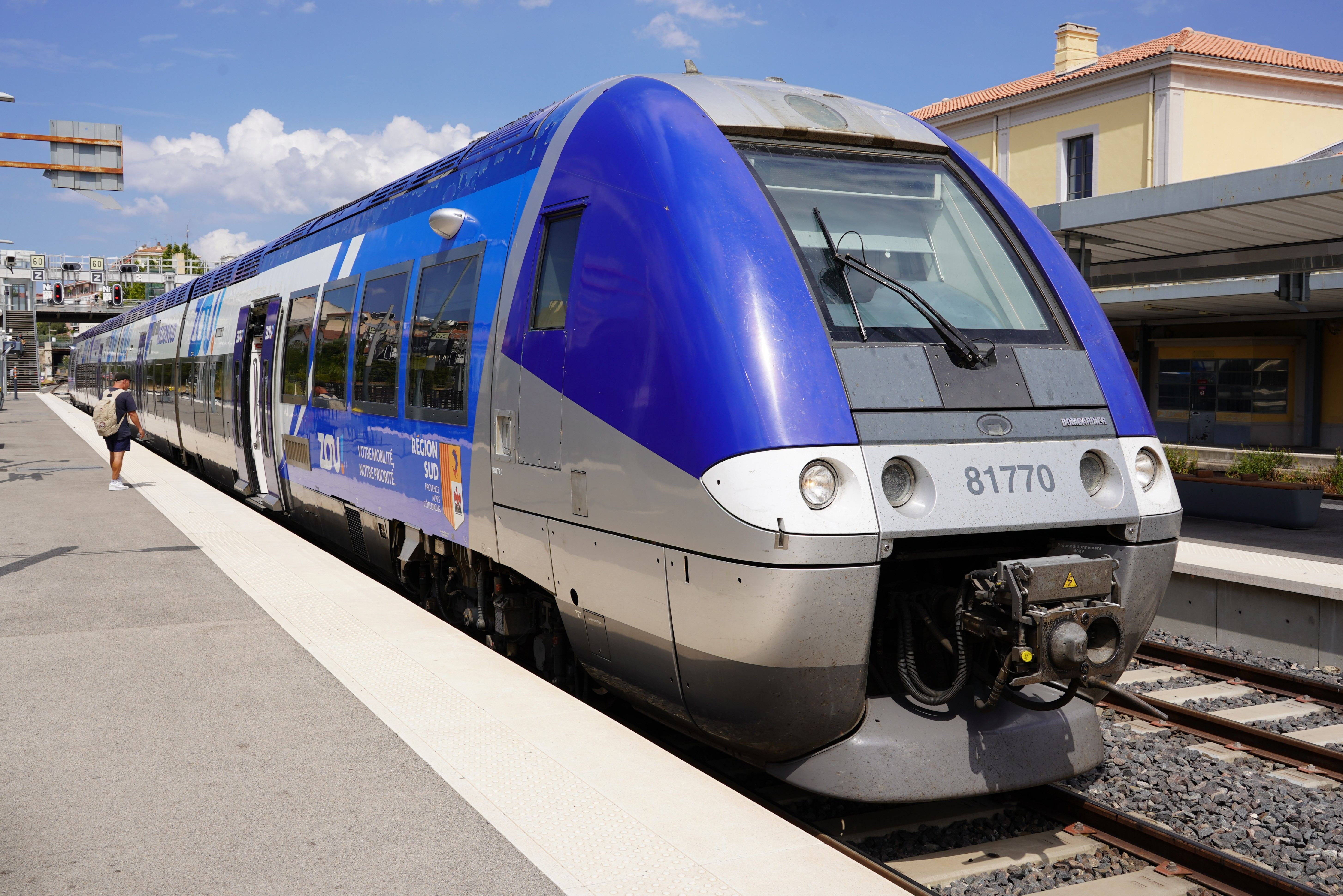
AGC ( B 81500) in Zou !-kleuren in station Aix-en-Provence.
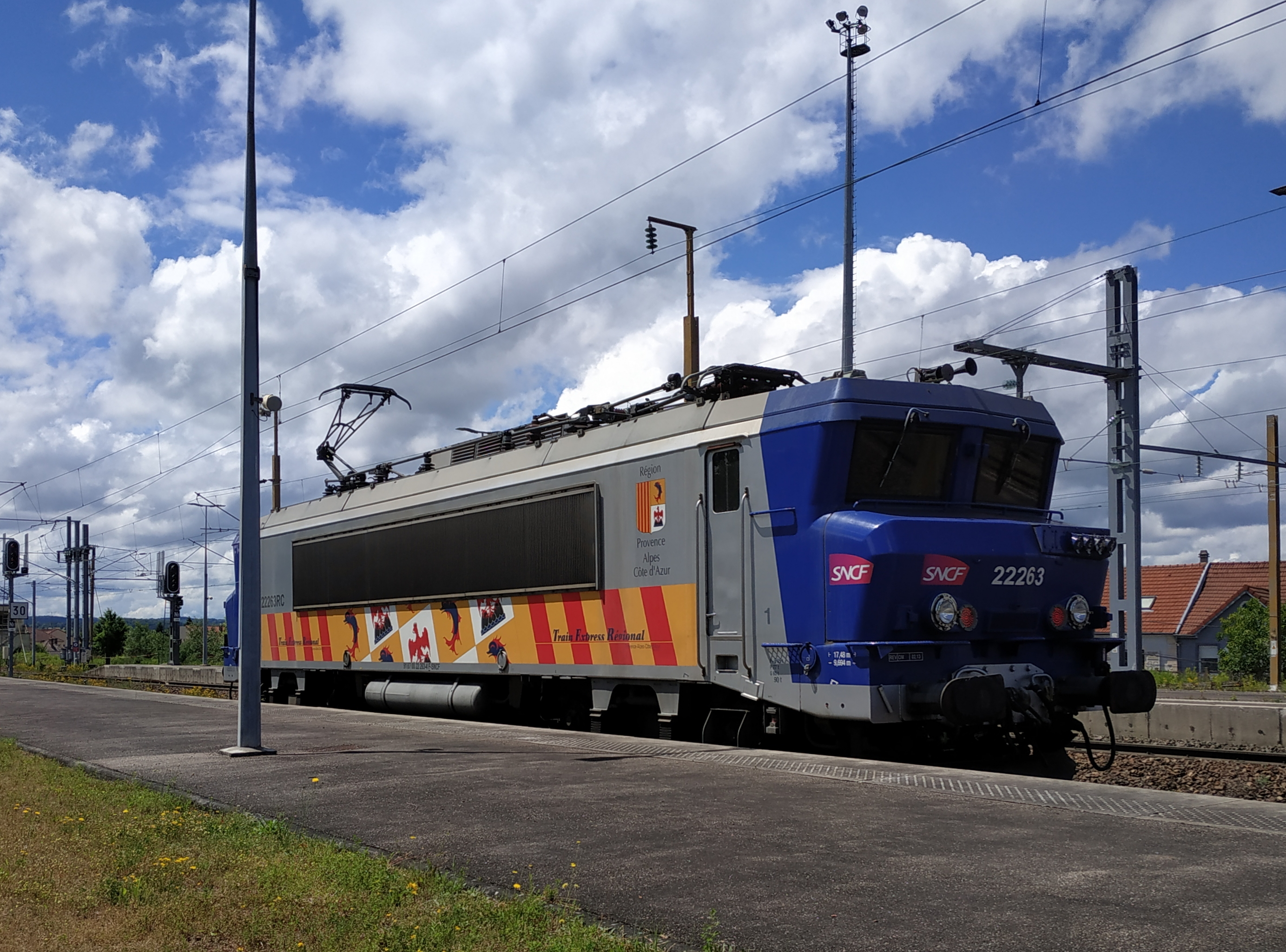
BB 22200 in PACA-kleuren, in station Forbach.
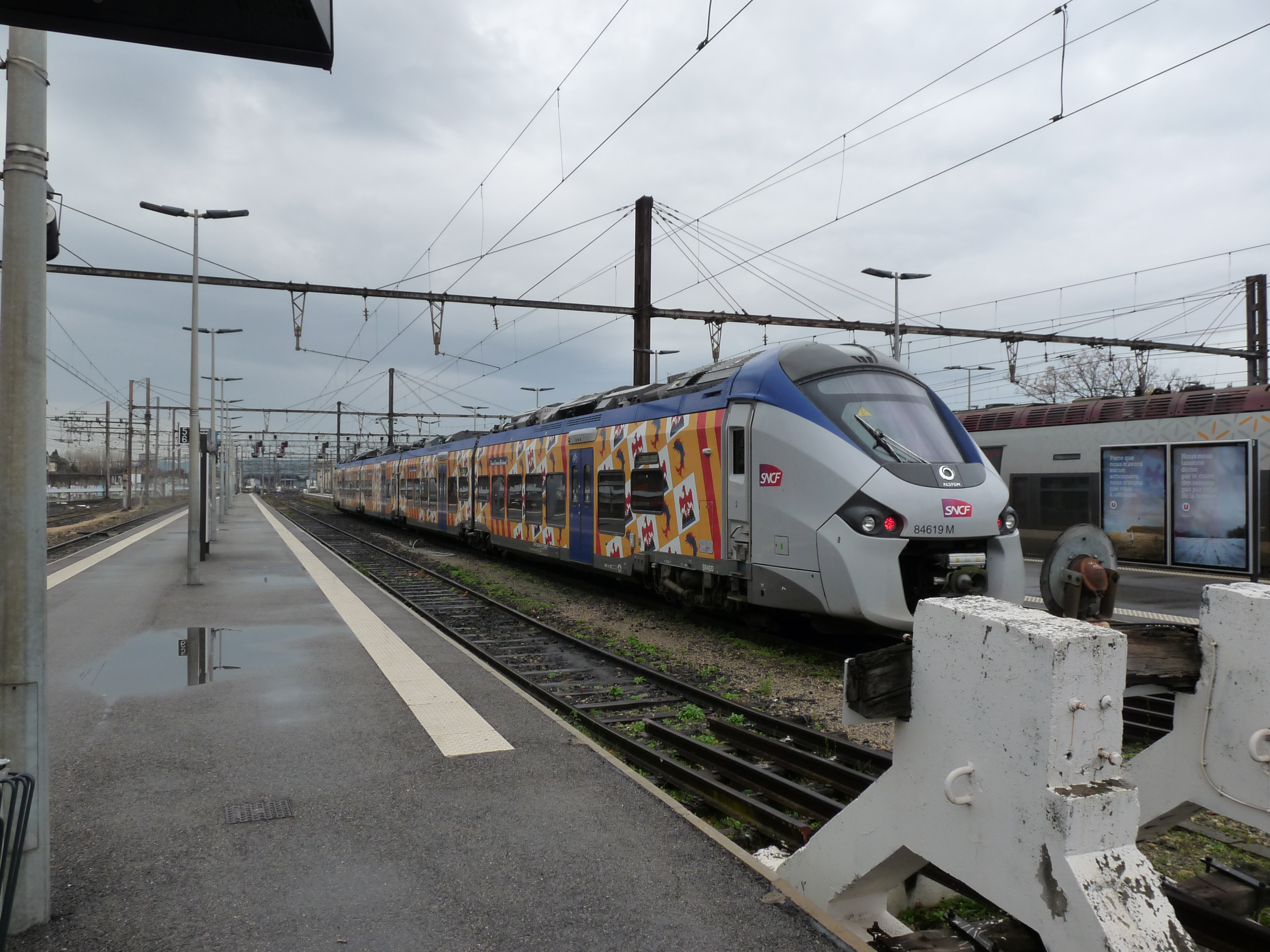
Régiolis (B 84500) in station Avignon-Centre.
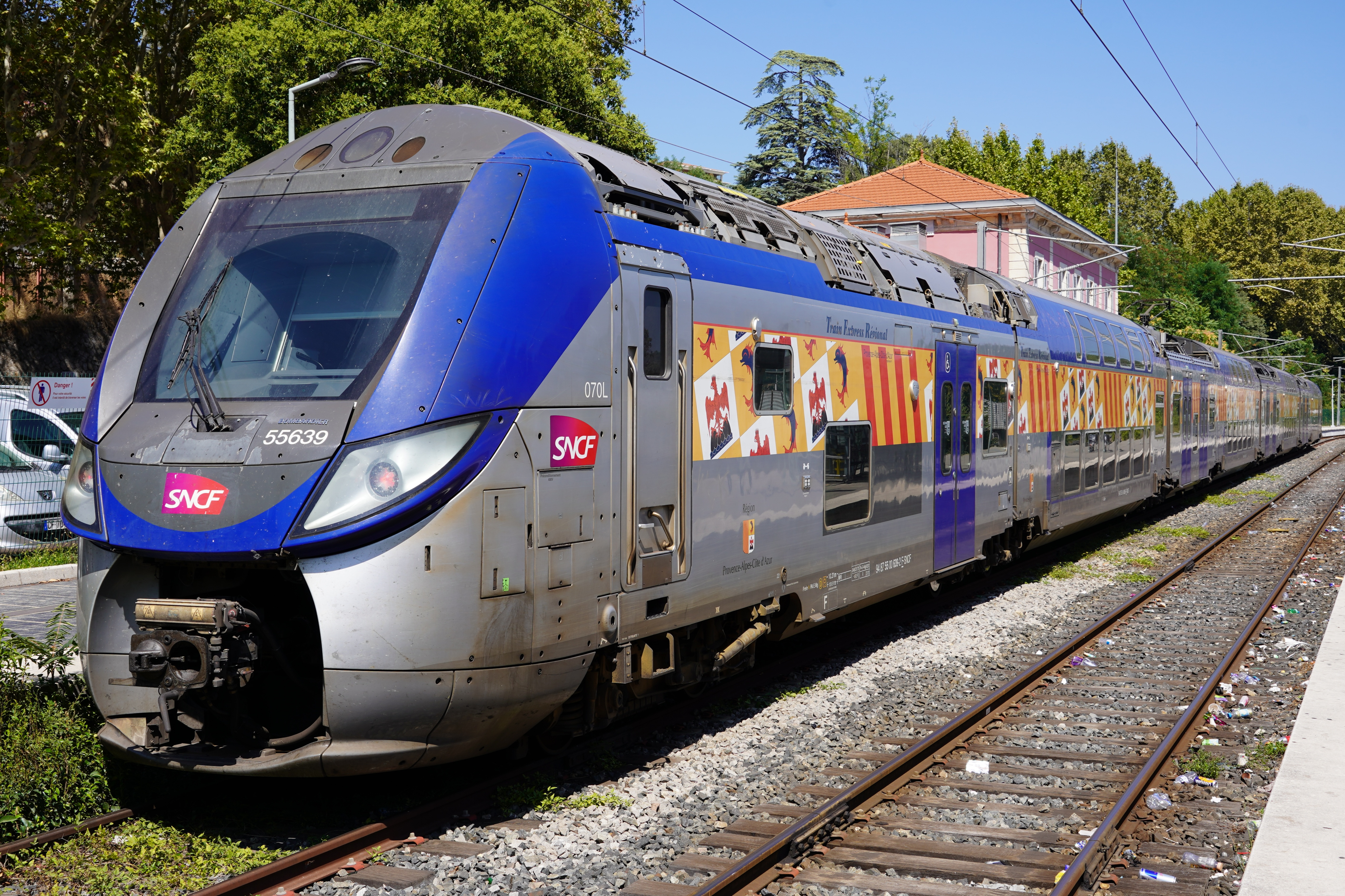
Regio 2N (Z 55500) bij station Grasse.
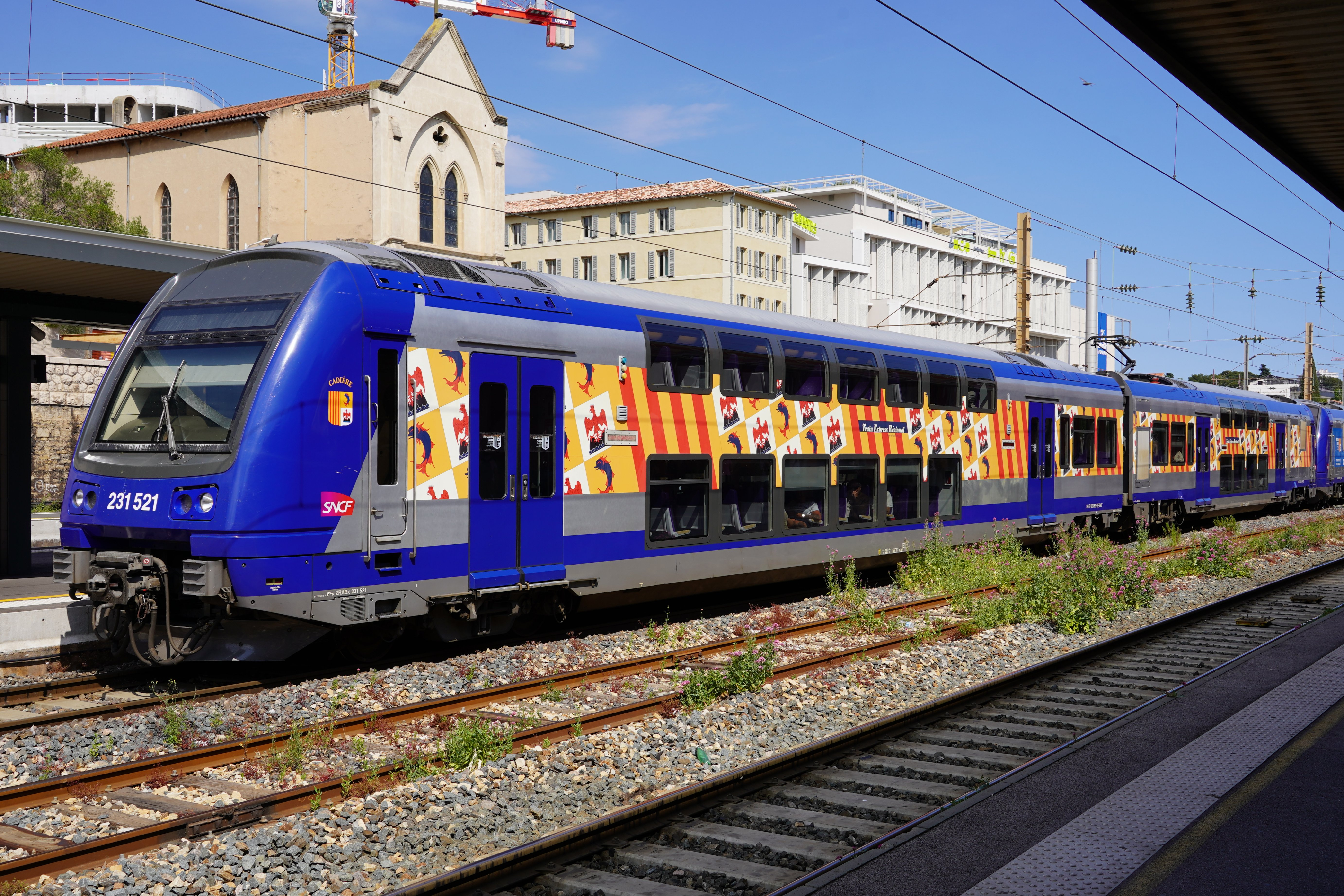
Z 23500 in station Toulon.
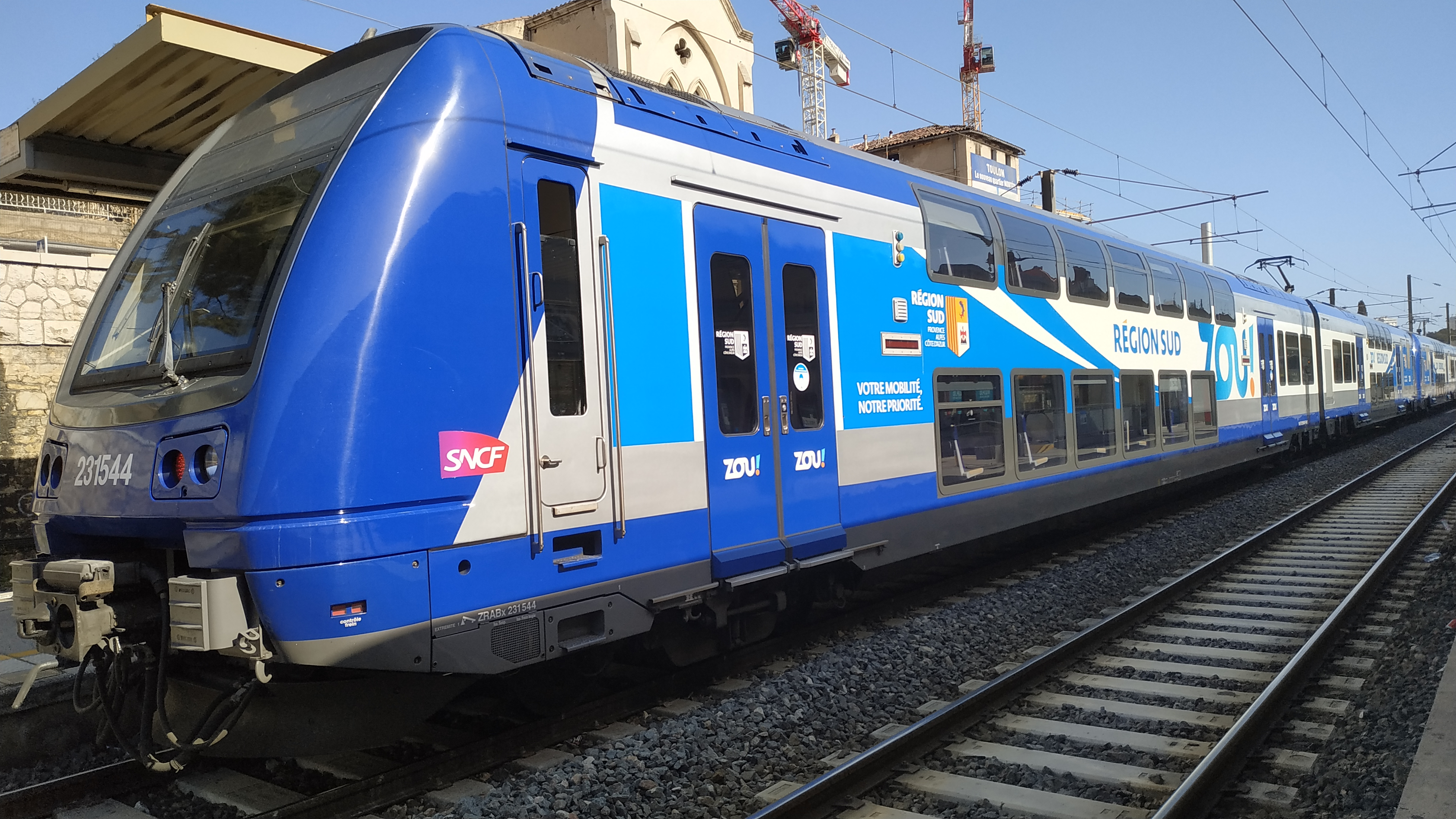
Z 23500 (in Zou !-kleuren), in het station van Toulon.